# Virgarina scopula
Virgarina scopula är en fjärilsart som beskrevs av Druce 1873. Virgarina scopula ingår i släktet Virgarina och familjen juvelvingar. Inga underarter finns listade i Catalogue of Life.